# USCGC Cayuga (1932)
«Каюга» (англ. USCGC Cayuga) — військовий корабель, шлюп типу «Банфф» (перебудований на замовлення Британського адміралтейства патрульний катер типу «Лейк») Берегової охорони США, що перебував на службі Королівського флоту Великої Британії за часи Другої світової війни.
«Каюга» був закладений на верфі United Shipyards, Inc. у Стейтен-Айленді, де 7 жовтня 1931 року корабель був спущений на воду. 22 березня 1932 року він увійшов до складу Берегової охорони США.

## Історія служби
Після введення до строю, «Каюга» протягом дев'яти років проходив службу у лавах Берегової охорони, переважно діючи як навчальний корабель для курсантів у тренувальних походах із Нью-Лондона, штат Коннектикут, а також у зимовий період відповідав за криголам у затоці Баззардс. 5 квітня 1941 року президент Франклін Д. Рузвельт передав десять 250-футових куттерів від Берегової охорони до Великої Британії згідно із Законом про ленд-ліз.
Після введення в експлуатацію у лавах британського флоту, 12 травня 1941 року «Каюга» під новим ім'ям «Тотленд» відплив до Англії з конвоєм HX 128. Після переобладнання на річці Темза «Тотленд» супроводжував конвої OS 4, SL 89, OS 12, SL 95, OS 17, SL 100, OS 22, SL 106, OS 28, SL 112, OS 40 і SL 124 у складі 42-ї групи супроводу до того, як його було виділено до складу сил для участі в операції «Смолоскип». Після супроводу конвоїв KMF 3, MKF 3, KMF 5, MKF 5, KMF 7 і MKF 7 на підтримку вторгнення в Північну Африку, 23 лютого 1943 року «Тотланд» потопив німецький підводний човен U-522, супроводжуючи конвої танкерів UC 1 і CU 1. Потім «Тотленд» супроводжував конвої між Фрітауном і Лагосом через Секонді-Такораді, поки в липні 1944 року не був переданий ескортним силам у Кіліндіні. «Тотленд» почав тривалий ремонт у жовтні 1944 року, доки на фоні подій із завершенням війни у травні 1945 року його не визначили до повернення американцям.